# Polygala vergrandis
Polygala vergrandis là một loài thực vật có hoa trong họ Polygalaceae. Loài này được W. Lewis miêu tả khoa học đầu tiên.